# Molly Scuffil-McCabe
Pour les articles homonymes, voir McCabe.
 (octobre 2024).
Pas d'image ? Cliquez ici

a Compétitions nationales et continentales officielles uniquement.

b Matchs officiels uniquement.
Dernière mise à jour le 14 octobre 2024.
Molly Scuffil-McCabe, née le 15 mars 1998 à Dublin (Irlande), est une joueuse internationale irlandaise de rugby à XV évoluant au poste de demi de mêlée.

## Biographie
Molly Scuffil-McCabe naît le 15 mars 1998 à Dublin en Irlande. Elle joue en 2024 pour la province du Leinster.
Elle cumule, à la fin de l'été 2024, 16 sélections équipe d'Irlande quand elle est retenue pour le WXV 1 au Canada.